# Lily Gödl-Brandhuber
Lily Gödl-Brandhuber, tschechisch Lili Gödlová-Brandhuberová und andere Namensschreibweisen, (geboren als Elisabeth Brandhuber 30. Oktober 1875 in Würbenthal, Österreichisch-Schlesien, Österreich-Ungarn; gestorben 1953 in München, oder 27. Januar 1946 in Theresienstadt) war eine österreichisch-tschechoslowakische Malerin.

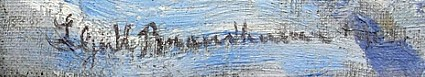
Signatur L Gödl-Brandhuber

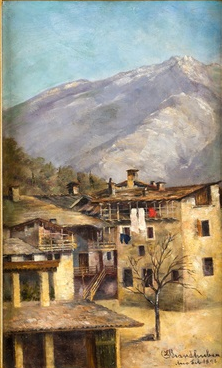
Ansicht in Arco (1896)

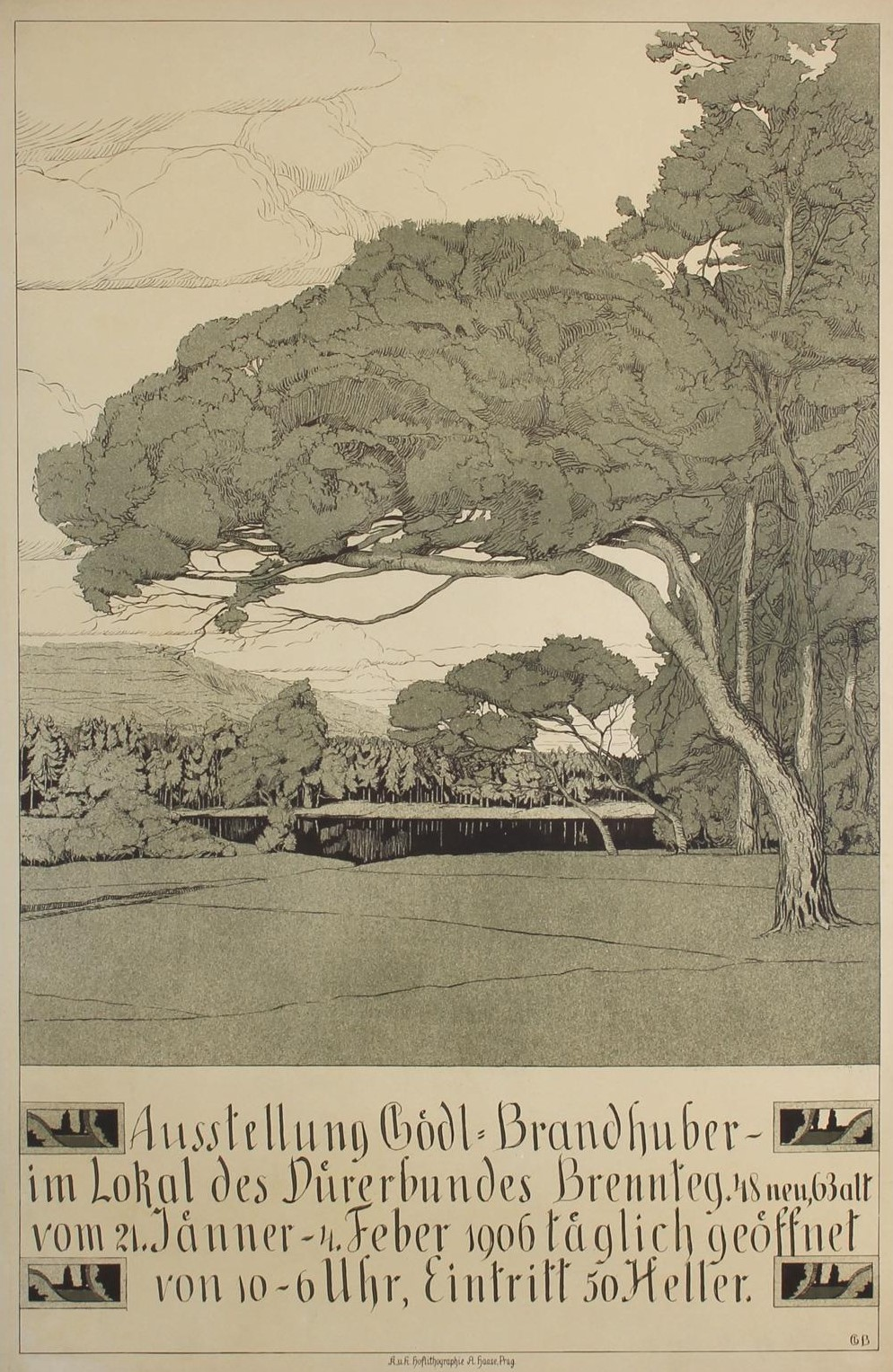
Ausstellung in Prag 1906

## Leben
Elisabeth Brandhuber war eine Tochter des Fabrikbesitzers, Landtagsabgeordneten und Olmützer Bürgermeisters Karl Brandhuber (1846–1934) und der Franziska Primavesi; sie war eine Nichte von Robert Primavesi und Otto Primavesi. Brandhuber studierte Malerei im Atelier Kaufmann in Wien, bei Hermine Laukota und Václav Jansa in Prag sowie bei Hermann Groeber und Richard Kaiser in München. In Paris war sie Schülerin des Bildhauers Antoine Bourdelle. Im Jahr 1897 heiratete sie den Ingenieur Karl Gödl, sie hatten zwei Kinder.
Gödl-Brandhuber war hauptsächlich in Prag tätig, daneben auch in Olmütz und in München. Sie war Mitglied im Verband Deutscher Künstler in Böhmen, in der Vereinigung bildender Künstlerinnen Österreichs und in der Münchner Luitpold-Gruppe. Sie war Mitglied des Prager Vereins deutscher Malerinnen und bei dessen Auflösung 1943 deren letzte Vorsitzende.
Gödl-Brandhuber wurde als Deutsche nach Ende des Zweiten Weltkriegs aus der Tschechoslowakei vertrieben. Sie war ab Mitte August 1945 in einem Deportationslager in der Kleinen Festung Theresienstadt inhaftiert. Laut den Lagerakten ist sie dort am 27. Januar 1946 gestorben. Nach anderen Angaben ist sie 1953 in München gestorben.
Gödl-Brandhuber schuf Radierungen und malte vornehmlich Landschaften.